# Тонаванда (містечко, Нью-Йорк)
Тонаванда (англ. Tonawanda) — місто (англ. town) в США, в окрузі Ері штату Нью-Йорк. Населення — 72 636 осіб (2020).

## Демографія
Згідно з переписом 2010 року, у місті мешкало 73 567 осіб у 32 951 домогосподарстві у складі 19 307 родин. Було 34690 помешкань
Расовий склад населення:
| - 93,1 % — білих - 3,0 % — чорних або афроамериканців - 1,3 % — азіатів - 0,4 % — корінних американців |

До двох чи більше рас належало 1,6 %. Частка іспаномовних становила 2,7 % від усіх жителів.
За віковим діапазоном населення розподілялося таким чином: 19,3 % — особи молодші 18 років, 61,7 % — особи у віці 18—64 років, 19,0 % — особи у віці 65 років та старші. Медіана віку мешканця становила 43,3 року. На 100 осіб жіночої статі у місті припадало 88,8 чоловіків;  на 100 жінок у віці від 18 років та старших — 85,3 чоловіків також старших 18 років.
Середній дохід на одне домашнє господарство  становив 67 462 долари США (медіана — 55 936), а середній дохід на одну сім'ю — 84 308 доларів (медіана — 73 691). Медіана доходів становила 50 283 долари для чоловіків та 41 398 доларів для жінок. За межею бідності перебувало 8,5 % осіб, у тому числі 12,5 % дітей у віці до 18 років та 6,3 % осіб у віці 65 років та старших.
Цивільне працевлаштоване населення становило 38 021 особа. Основні галузі зайнятості: освіта, охорона здоров'я та соціальна допомога — 28,7 %, роздрібна торгівля — 11,7 %, фінанси, страхування та нерухомість — 10,5 %, науковці, спеціалісти, менеджери — 10,3 %.